# Céline Dion
Céline Marie Claudette Dion (n. 30 martie 1968, Charlemagne⁠(d), provincia Québec, Canada), deținătoare a Ordinului Canadei și a Ordinului Național al Québecului, este o cântăreață de muzică pop, textieră și actriță, supranumită „regina muzicii pop”. S-a născut într-o familie numeroasă, având o situație financiară precară. A devenit cunoscută în lumea francofonă după ce René Angélil, ce urma să-i devină soț, și-a ipotecat casa pentru a-i finanța producerea primul album. În 1990 a lansat Unison, material discografic ce i-a adus popularitatea în America de Nord și în alte țări anglofone.
Céline Dion a devenit cunoscută în anii 80 după câștigarea concursurilor Yamaha World Popular Song Festival și a Eurovisionului. A urmat lansarea mai multor albume în limba franceză, iar în 1986 a semnat un contract cu Sony Records. În anii 90 a obținut succes la nivel mondial după lansarea câtorva materiale discografice de succes în engleză și franceză, devenind unul din cei mai bine vânduți cântăreți din istoria muzicii. În anul 1999, Dion a decis să se retragă pentru o perioadă din industria muzicală pentru a petrece mai mult timp cu familia, soțul ei fiind diagnosticat cu cancer. A revenit în 2002 în atenția publică și a semnat în același an un contract pe 3 ani (care s-a extins ulterior la o perioadă de aproape 5 ani) pentru a apărea de 5 ori pe săptămână în spectacole organizate la Caesar's Palace, unul din hotelurile cele mai cunoscute din Las Vegas.
Muzica lui Dion a fost influențată de o mare varietate de genuri muzicale: de la rock și R&B la gospel și muzică clasică. Deși lansările sale au primit recenzii variate, cântăreața este cunoscută în special pentru abilitățile sale vocale. În 2004, după ce albumele sale au fost comercializate în peste 175 de milioane de copii, Dion a primit în cadrul premiilor World Music Awards distincția Chopard Diamond Award pentru că a devenit cea mai bine vândută cântăreață a tuturor timpurilor. În aprilie 2007, Sony BMG a anunțat că vânzările materialelor discografice ale lui Dion au depășit 200 de milioane de copii.Iar în martie 2018, presa internațională a speculat că vânzările lui Dion au depășit 250 de milioane de copii în întreaga lume.

## Biografie

### Viața timpurie
Céline Dion este cel mai mic dintre cei paisprezece copii ai cuplului Adhémar Dion și Thérèse Tanguay, amândoi având descendențe canadiano-franceze. Interpreta a fost crescută ca o romano-catolică în orașul Charlemagne din Quebec, Canada. Deși familia ei a întâmpinat dificultăți materiale, cântăreața declară că a avut parte de un cămin fericit. Muzica a reprezentat o parte importantă din viața lor (prenumele „Céline” provine de la piesa omonimă lansată de Hugues Aufray cu doi ani înaintea nașterii ei), aceasta crescând alături de celelalte rude în barul părinților, Le Vieux Baril. Încă din copilărie, Dion își dorea să interpreteze cântece. Într-un interviu din 1994 acordat revistei People, Dion a declarat: „Îmi lipsesc familia și casa mea, dar nu regret că mi-am pierdut adolescența. Aveam un singur vis: să devin cântăreață.”
La vârsta de doisprezece ani, Dion a compus împreună cu mama și cu fratele ei, Jacques, prima sa piesă intitulată „Ce n'était qu'un rêve”. Michel Dondalinger Dion, un alt frate de-al ei, a trimis compoziția lui René Angélil, manager muzical, după ce i-a descoperit numele pe coperta unui album de Ginette Reno. Angélil a fost impresionat de vocea lui Dion și a decis s-o transforme într-un star. Acesta și-a ipotecat casa pentru a obține banii necesari finanțării primului ei album, La voix du bon Dieu, ce a ajuns pe primul loc în clasamentul local, propulsând-o pe Dion la statutul de star în Quebec. În 1982 a participat la concursul Yamaha World Popular Song Festival din Tokyo, Japonia, câștigând premiul pentru Cel mai bun interpret și medalia de aur pentru „Cel mai bun cântec” acordată piesei „Tellement j'ai d'amour pour toi”.
În 1983, Dion a devenit prima artistă canadiană care a câștigat discul de aur în Franța pentru vânzările cântecului „D'amour ou d'amitié”. În același an, interpreta a câștigat numeroase distincții în cadrul premiilor Félix Awards, inclusiv pentru Cea mai bună cântăreață feminină și Descoperirea anului. Succesul în țările europene a venit odată cu participarea la Eurovision pentru Elveția cu piesa „Ne partez pas sans moi” și câștigarea concursului desfășurat în 1988 la Dublin, Irlanda. Totuși, succesul american întârzia să apară, în mare parte din cauză că Dion cânta numai în limba franceză. La vârsta de optsprezece ani, după ce l-a vazut pe Michael Jackson într-un spectacol, Dion i-a spus lui Angélil că dorește să ajungă o celebritate la fel ca acesta. Deși era încrezător în talentul ei, managerul considera că imaginea lui Dion trebuia îmbunătățită pentru o promovare internațonală. Interpreta a ieșit din atenția publică pentru câteva luni, timp în care a făcut o operație la dantură și s-a înscris la „École Berlitz” pentru a studia limba engleză.

### Debutul (1990 – 1992)
La doi ani după ce a învățat limba engleză, Dion și-a făcut debutul pe piața muzicală anglofonă cu albumul Unison (1990). Pentru acesta, a colaborat cu mulți muzicieni cunoscuți, printre care Vito Luprano și producătorul canadian David Foster. Albumul a fost în mare influențat de muzica soft rock a anilor '80, care s-a potrivit în formatul adult contemporary al radiourilor. Unison s-a dovedit a fi un succes printre criticii de specialitate: Jim Faber de la Entertainment Weekly a descris puterea vocală a lui Dion ca fiind „delicios de simplă”. Stephen Erlewine de la Allmusic a declarat debutul artistei ca fiind un „debut american sofisticat, excepțional”. De pe album au fost promovate „(If There Was) Any Other Way”, „The Last to Know”, „Unison”, și „Where Does My Heart Beat Now”, o baladă soft-rock cu un tempou mediu pe care s-au făcut prezente acorduri de chitară electrică. Ultima, a devenit primul single al lui Dion care a atins top 10 în Billboard Hot 100, ajungând pe locul 4. Albumul a dovedit că popularitatea artistei era în creștere în Statele Unite, Europa și Asia.
În 1991, Dion a avut o parte solo în „Voices That Care”, o piesă înregistrată ca tribut pentru soldații care luptau în Războiul din Golf, în operațiunea Furtună în deșert. Adevăratul succes internațional al cântăreței a început odată cu duetul cu Peabo Bryson pentru filmul Disney, Frumoasa și bestia (1991). Cântecul a reprezentat direcția muzicală pe care Dion avea s-o folosească în viitor: balade cu influențe clasice, având o instrumentare liniștită. Atât un succes din punct de vedere al recenziilor cât și din punct de vedere comercial, piesa a devenit al doilea hit de top 10 în Statele Unite, câșting premiul Oscar pentru „Cel mai bun cântec original” și premiul Grammy pentru „Cea mai bună interpretare pop vocală a unui duo sau grup”.
„Beauty and the Beast” a fost inclus pe albumul lui Dion din 1992, Celine Dion, care, la fel ca cel de debut, a avut o puternică influență rock, combinată cu elemente din muzica soul și clasică. Datorită primul single și colaborarii cu Foster și Diana Warrenn, albumul a fost la fel de bine primit ca Unison. Alte piese de pe album, care au avut un succes moderat sunt „If You Asked Me To” (un cover după cântecul lui Patti LaBelle din filmul Licence to Kill din 1989) care a ajuns pe locul 4 în Statele Unite, „Love Can Move Mountains” și „Nothing Broken But My Heart”.
În aceeași perioadă, Dion a lansat albumul în limba franceză Dion chante Plamondon (1991). Majoritata pieselor de pe album sunt cover-uri, cu toate că au fost inluse și patru cântece noi „Des mots qui sonnent”, „Je danse dans ma tête”, „Quelqu'un que j'aime, quelqu'un qui m'aime” și „L'amour existe encore”. A fost lansat inițial numai în Canada și Franța în 1991-1992, dar a fost lansat internațional în 1994, fiind primul ei album în franceză care a fost astfel promovat. „Un garçon pas comme les autres (Ziggy)” a devenit un hit uriaș în Franța, atingând locul 2 și primind discul de aur. Până în prezent, Dion chante Plamondon s-a vândut în peste 1.5 milioane de exemplare.
În numai un an, datorită albumelor Unison și Céline Dion și altor apariții în mass-media, Dion a devenit o celebritate în America de Nord, atigându-și unul din obiective: succesul în piața anglofonă. Totuși, în timp ce avea un succes crescând în Statele Unite, fanii francezi și canadieni au criticat-o pentru neglijența cu care i-a tratat. Artista a fost însă apreciată, când, după ce a câștigat premiul „Aristul englez al anului” la premiile Félix, l-a refuzat, spunând că ea este și va fi un artist francez, și nu unul englez. Pe lângă succesul comercial, au apărut și schimbări în viața amoroasă a acesteia: Angélil, managerul acesteia care era cu 26 de ani mai mare, a devenit iubitul ei. Cei doi s-au temut că publicul nu va fi de acord cu relația lor, hotărându-se să o păstreze secretă.

### Succesul mondial (1993 – 1995)
În 1993, Dion și-a făcut publice sentimentele pentru managerul ei, numindu-l „culoarea iubirii (ei)” în secțiunea de dedicații al celui de-al treilea album al ei în engleză, The Colour of My Love (rom. - „Culoarea iubirii mele”). Însă, în loc să fie criticați, fanii au fost de acord cu relația. În cele din urmă, Angélil și Dion și-au unit destinele printr-o nuntă extravagantă în decembrie 1993, care a fost transmisă în direct la televiziunea canadiană.
Fiindu-i dedicat iubitului ei, tema albumului a fost repezentată de iubire. A devenit cel mai de succes album al ei de până atunci, vânzând mai mult de șase milioane de exemplare în Statele Unite, două milioane în Canada, ajungând pe locul 1 în mai multe țări, printre care Australia, Canada și Marea Britanie. De pe album a fost lansat hitul „The Power of Love” (o reînregistrare a piesei lui Jennifer Rush din 1985), care a atins locul 1 în topurile din S.U.A., Canada și Australia. Piesa a fost cântecul ei semnătură până când a atins noi culmi ale succesului la sfârșitul anilor '90. Single-ul „When I Fall in Love”, un duet cu Clive Griffin, a avut succes moderat în clasamentele nord americane și a fost nominalizat la două premii Grammy, câștigând unul. Acest album a devenit primul succes adevărat al lui Dion în Europa, în special în Marea Britanie. The Colour of My Love și cântecul „Think Twice” au ocupat primul loc în clasamentele britanice simultan, timp de cinci săptămâni consecutive. „Think Twice”, care a stațioat pe prima poziție timp de șapte săptămâni, a devenit al patrulea single al unei artiste care s-a vândut în mai mult de un milion de exemplare în Regatul Unit, iar albumul a primit cinci discuri de platină pentru cele două milioane de copii vândute.
Dion și-a menținut rădăcinile franceze, continuând să lanseze albume francofone între fiecare lansare de album anglofon. În general, acestea au avut o verosimilitate mai mare decât albumele ei în engleză. În 1994 a lansat À l'Olympia, un album live înregistrat în timpul unuia dintre concertele lui Dion de la Teatrul Olympia din Paris din același an. Un singur cântec a promovat albumul, varianta live a piesei „Calling You”, acesta ajungând pe locul 75 în topul francez. D'eux (cunoscut sub numele The French Album în Statele Unite) a fost lansat în 1995, și a devenit cel mai bine vândut album în franceză, al tuturor timpurilor. Jean-Jacques Goldman a scris și produs majoritatea albumului, obținând succese ca „Pour que tu m'aimes encore” și „Je sais pas”. Ambele piese au atins prima poziție în Franța, iar „Pour que tu m'aimes encore” a devenit un hit de top 10 în Regatul Unit, un fenomen rar pentru un cântec în franceză. Aceste cântece au devenit mai târziu „If That's What It Takes” și „I Don't Know” pe următorul album în engleză a lui Dion, Falling into You.
Mijlocul anilor 1990 a reprezentat o perioadă de tranziție în stilul muzical al artistei, îndepărtându-se de puternicele influențe rock, abordând un stil pop/soul (cu toate că chitara electrică a rămas o parte esențială în muzica ei). Cântecele ei începeau cu o melodie delicată cu o instrumentare ușoară, atingând un puternic punct culminant, etalându-și atunci puterea vocală. Aceast nou stil a primit recenzii mixte de la criticii muzicali, Arion Berger de la Entertainment Weekly acuzând-o că preferă „acrobații vocale” pentru a „mulțumi publicul”. Ca rezultat, a început să fie comparată cu artiste precum Whitney Houston și Mariah Carey. Potrivit unor critici, The Colour of My Love nu a fost consistent cu temele abordate pe albumele anterioare. Totuși, deși criticile au fost diferite, lansările artistei au continuat să aibă un succes uriaș în clasamente, iar în 1996 a câștigat premiul World Music Award pentru „Cel mai bine vândut artist canadian al anului” pentru a treia oară. La mijlocul anilor '90, a devenit unul din cei mai bine vânduți artiști din lume.

### Succesul absolut (1996 – 1999)

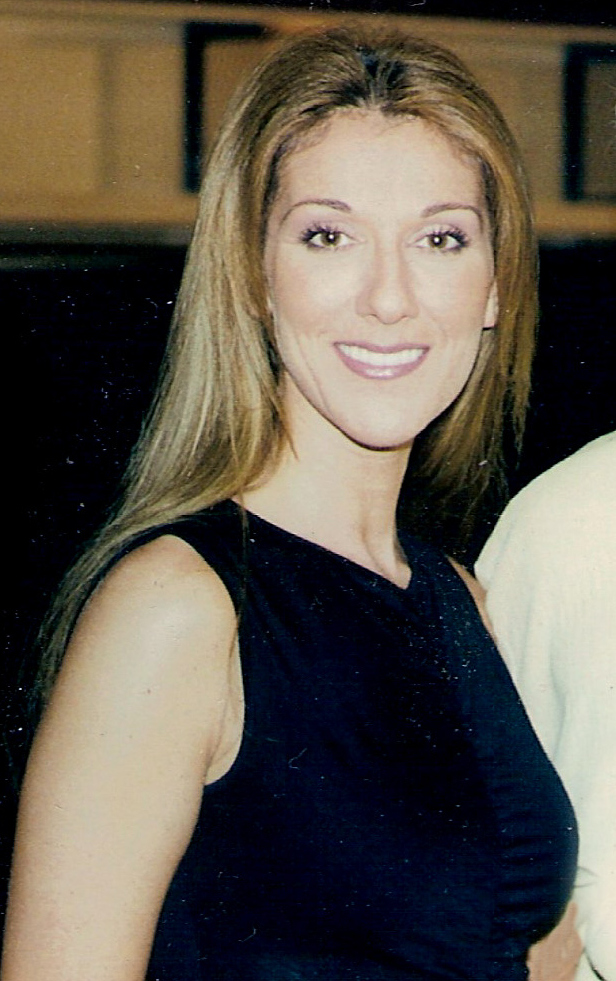
Celine Dion în 1998

Cel de-al patrulea album de studio în limba engleză al intepretei, intitulat Falling into You (1996) a marcat o evoluție majoră atât pe plan comercial cât și muzical. Pentru a fi un disc cât mai comercial cu putință, producătorii săi au combinat multe elemente precum pasajele orchestrale de mare finețe, incantațiile și motivele africane, aceste metode fiind considerate la vremea respectivă îndrăznețe și revoluționare. Instrumente muzicale precum vioara, chitara spaniolă, trombonul sau saxofonul au pus bazele unor melodii originale. De asemenea, cântecele extrase pe disc single erau compuse în diferite stiluri muzicale. Liniile melodice ale pieselor „Falling into You” și „River Deep - Mountain High” (preluare după Tina Turner) erau structurate predominant cu ajutorul instrumentelor de percuție; Cântecele „It's All Coming Back to Me Now” și „All by Myself” (variante reînregistrate după versiuni anterioare promovate de Jim Steinman, respectiv Eric Carmen) prezentau o atmosferă diferită bazată pe ritmuri de muzică soft rock, care se armonizează cu instrumente clasice precum pianul; Discul single de renume internațional „Because You Loved Me”, compus de către Diane Warren, a fost o baladă inclusă pe coloana sonoră a filmului Personal și Confidențial (1996).
Din punct de vedere al recenziilor primite din partea criticilor de specialitate, albumul Falling into You este unul dintre cele mai aclamate materiale discografice ale lui Dion. În timp ce Dan Leroy îl consideră similar cu înregistrările anterioare ale interpretei, Stephen Holden de la The New York Times și Natalie Nichols de la Los Angeles Times au criticat-o pe Celine pentru faptul că vocea sa nu exprima emoție. Alți critici, precum Chuck Eddy de la Entertainment Weekly, Stephen Thomas Erlewine de la AMG și Daniel Durchholz au numit albumul „fascinant”, „captivant”, „pătimaș”, „stilat” și „foarte bine produs”. Falling into You a devenit cel mai aclamat album al interpretei, atât din punct de vedere critic, dar și comercial, obținând poziția maximă în multe țări, fiind considerat unul dintre cele mai comercializate albume de muzică din istoria omenirii. Discul a câștigat două premii Grammy, la categoriile „Albumul anului” și „Cel mai bun album de muzică pop”. Statutul de celebritate a lui Dion a fost confirmat în momentul în care a fost selecționată pentru a cânta piesa „The Power of the Dream” în cadrul ceremoniei de deschidere a Jocurilor Olimpice de vară din 1996, care au avut loc în Atlanta, S.U.A.. În luna martie a aceluiași an, Dion a început turneu de promovare, intitulat Falling into You Tour, format din peste o sută patruzeci de concerte susținute în diferite regiuni pe parcursul unui an.
Céline Dion a lansat albumul de studio Let's Talk About Love în anul 1997 ca o continuare a discului Falling into You. Înregistrările pentru acest material discografic au avut loc în diferite studiouri in Londra, New York și Los Angeles, iar la procesul de creație s-au alăturat invitați speciali precum Barbra Streisand în duetul „Tell Him”, formația Bee Gees pentru „Immortality” și tenorul cu renume internațional Luciano Pavarotti pentru „I Hate You Then I Love You”. Printre ceilalți muzicieni care au colaborat la producerea albumului se numără și Carole King, George Martin și cântăreața cu origini jamaicane Diana King, care a înregistrat pasaje de raggae pentru cântecul „Treat Her Like a Lady”. Precum sugerează titlul albumului, „dragostea” este motivul principal prezent în versurile cântecelor de pe disc. Totuși, aceasta capătă diferite forme, de la „dragostea frățească” la „dragostea pentru apropiați”, în cântecele „Where Is the Love” respectiv „Let's Talk About Love”. Cel mai de succes disc single promovat de pe acest album a fost balada clasică „My Heart Will Go On”, compusă de James Horner și produsă de către Horner și Walter Afanasieff. Fiind inclus pe coloana sonoră a filmului Titanic, cântecul a devenit rapid hit, clasându-se pe prima poziție în clasamentele de specialitate din întreaga lume, fiind considerat, cel mai reprezentativ cântec al lui Dion. Discurile single „My Heart Will Go On” și „Think Twice” i-au adus cântăreței recordul pentru cele mai de succes cântece consecutive, fiind comercializate în peste un milion de exemplare numai în Regatul Unit. Pentru a promova albumul Let's Talk About Love, Céline Dion a concertat în diferite regiuni ale Europei, Asiei, Australiei și Americii de Nord în anii 1998 și 1999.
La finele anilor 1990, Dion a lansat două materiale discografice care s-au dovedit a fi de succes - albumul de colinde These Are Special Times (1998) și albumul de compilație All the Way… A Decade of Song (1999). Discul These Are Special Times conține câteva cântece create de către Dion, Ric Wake și Peter Zizzo colaborând cu ea pentru piesa Don't Save It All For Christmas Day. Influențele clasice sunt foarte proeminente pe acest album, aranjamentele orchestrale fiind prezente în toate compozițiile. Duetul cu muzicianul R. Kelly, intitulat „I'm Your Angel” a debutat pe prima poziție în mai multe clasamente de specialitate pe plan internațional, devenind unul dintre cele mai de succes cântece ale interpretei. Pe albumul All the Way... A Decade of Song au fost incluse cele mai de succes cântece ale interpretei, dar și câteva piese noi precum discul single „That's the Way It Is”, o preluare după Roberta Flack intitulată „The First Time Ever I Saw Your Face” dar și un duet cu Frank Sinatra, „All the Way”. Până la finele anilor 1990, Céline Dion vânduse peste 100 de milioane de albume pe plan internațional și câștigase zeci de premii. Statutul ei de „divă a muzicii conteporane” a fost confirmat în momentul în care postul de televiziune VH1 a contactat-o pentru a-i oferi oportunitatea de a apărea pe albumul Divas Live, alături de interprete renumite precum Aretha Franklin, Gloria Estefan, Shania Twain și Mariah Carey. Dion a concertat și în Modena, Italia, pentru compania PBS, în cadrul unui concert intitulat Pavarotti and Friends, alături de cântăreți precum The Corrs, Jon Bon Jovi, Spice Girls și Vanessa Williams. În anul 1998, Dion a primit două distincții din partea autorităților din Canada: „Ordinului Național al Québecului” și „Ordinului Național Canadian pentru Realizări Deosebite pe Scena Internațională a Muzicii Contemporane”. Un an mai târziu, ea a fost introdusă în Canadian Broadcast Hall of Fame și a primit o stea pe Aleea celebrităților canadiene. De asemenea, ea a câștigat un premiu Grammy, la categoria „Cea mai bună interpretă de muzică pop” iar hitul „My Heart Will Go On” a fost numit „Cântecul anului 1998” (piesa a câștigat patru premii Grammy, două dintre ele fiind însă acordate producătorilor).

### Evoluția muzicală și «A New Day... Live in Las Vegas» (2003 – 2007)
La începutul anului 2002, Dion a anunțat că a semnat un contract pe durata a trei ani pentru șase sute de spectacole desfășurate la Colosseumul de la Caesars Palace din Las Vegas, Nevada timp de cinci zile pe săptămână. Această decizie a fost numită „cea mai inteligentă strategie de marketing din ultimii ani făcută de un artist major”, luând în considerare eșecurile comerciale ale precedentelor lansări ale cântăreței. Dion a aprobat această idee după vizionarea spectacolului O de Franco Dragone când Dion luase o pauză de la studioul de înregistrări. Cântăreața a început spectacolul pe 25 martie 2003 pe o scenă cu 4000 de locuri proiectată pentru acest eveniment. În A New Day... erau incluse, pe lângă interpretările celor mai cunoscute cântece ale lui Dion, coregrafii și efecte vizuale organizate de Dragone. Criticul Mike Weatherford a declarat că la început, a simțit că artista nu era așa de relaxată cum ar fi trebuit să fie, probabil din cauza recuzitei prezentă excesiv pe scenă.

### Era «Taking Chances» (2007 – prezent)
După expirararea contractului din Las Vegas, ce a generat un profit de peste 400 de milioane de dolari, artista a plecat într-un turneu mondial de promovare a albumului 'Taking Chances', ce a cuprins cele mai mari orașe din lume și a raportat un profit de peste 320 de milioane de dolari, astfel făcând-o pe Celine Dion alături de Madonna să fie singurele cântărețe din istorie ce au câștigat peste un miliard de dolari din concerte.Atât albumul, cât și turneul au primit recenzii foarte bune din partea publicului și a criticilor de specialitate, transformând-o pe cântăreață din nou într-una dintre cele mai de succes artiste ale unui deceniu.După lansarea câtorva materiale de enorm succes atât în limba engleză, cât și franceză, în 2015 artista a decis retragerea din atenția publicului pentru a se ocupa de soțul său, care în ianuarie 2016 s-a stins din viață.După ce a vândut peste 400.000 de mii de bilete pe parcursul anului 2016 datorită turneului său de a promova cel mai nou album, 'Encore Un Soir', Dion a reușit să revină în forță cu single-uri de succes precum 'Encore Un Soir', ' Recovering', iar în mai 2018 cu 'Ashes' tema centrală a filmului 'Deadpool 2', care a fost un cântec de poziția 1 în America, Canada, iar în restul țărilor, poziționându-se în top 10.Între anii 2008 și 2018, ea a vândut peste 50 de milioane de materiale discografice, și peste 5 milioane de bilete în toată lumea, câștigând peste 600 de milioane de dolari.În 2019, Celine Dion a încheiat cele peste 1000 de spectacole susținute în Las Vegas, urmând ca pe 18 septembrie să plece în turneul mondial de promovare a primului album în limba engleză după moartea soțului .Courage World Tour a vizitat orașe mari din Statele Unite și Canada, urmând ca acesta să viziteze și alte orașe din Europa, inclusiv București pe Arena Națională.Având în vedere pandemia mondială de Covid-19, turneul este amânat.

## Stilul muzical

### Influențe
Idolii lui Dion sunt Aretha Franklin, Charles Aznavour, Michael Jackson, Carole King, Anne Murray, Barbra Streisand și Bee Gees, colaborând cu toți la un moment dat.

### Vocea Celinei Dion
Dion este considerată ca având una din cele mai influențatoare voci din muzica pop.

## Alte activități
Dion a devenit o întreprinzătoare când a deschis restaurantul ei de franciză „Nickels” în 1990. Apoi a dezbrăcat interesul ei de lanțul și din 1997 nu mai este legată cu el. Céline Dion posedă și o linie a parfumelor produse de Coty, Inc. și a ochelarilor. În octombrie 2004, companie națională canadiană de transport aerian Air Canada a angajat Dion pentru a-i ajuta în nouă campanie promoțională întrucât compania a dezvăluit o serie a produselor in-flight noi și uniformele noi ale personelului. „You and I”, o piesă cântată de Dion pentru o serie a publicităților, a fost scrisă de directorii publicitari ai Air Canada. Céline Dion a semnat contractul cu Coty pentru a lansa o linie a parfumelor anunțate cu numele ei. De la 2002, Aromele Céline Dion au dobândit peste 500 de milioane de dolari în vânzări cu bucată.

## Discografie
Pentru detalii, vezi Discografia albumelor de Céline Dion sau Discografia discurilor single de Céline Dion.
| Albume de studio - La Voix du Bon Dieu (1981) - Celine Dion chante Noel (1981) - Tellement j'ai d'amour pour toi (1982) - Les chemins de ma maison (1983) - Chants et contes de Noel (1981) - Melanie (1984) - C'est pour toi (1985) - The peanut butter solution (1985) - Incognito (1987) - Unison (1990) - Dion chante Plamondon (1991) - Celine Dion (1992) - The colour of my love (1993) - Les premieres anees (1993) - D'eux (1995) - Falling into you (1996) - Let's talk about love (1997) - S'il suffisait d'aimer (1998) - These are special times (1998) - A new day has come (2002) - One heart (2003) - 1 Fille et Quatre Types (2003) - Miracle (2004) - D'elles (2007) - Taking Chances (2007) - Sans Attendre (2012) | Compilații - Du soleil au cœur (1983) - Les plus grands succès de Céline Dion (1984) - Les oiseaux du bonheur (1984) - Les chansons en or (1986) - The Best Of (1988) - All the Way… A Decade of Song (1999) - The Collector's Series, Volume One (2000) - On ne change pas (2005) - Complete Best (2008) - My Love: Essential Collection (2008) | Albume live - Céline Dion en concert (1985) - À l'Olympia (1994) - Live à Paris (1996) - Au cœur du stade (1999) - A New Day... Live in Las Vegas (2004) |

### Cântece care au atins prima poziție
| 1993 |  | „The Power of Love”                                | The Colour of My Love         | 1  | 1  | 4  | 3  | 1  |
| 1994 |  | „Think Twice”                                      | The Colour of My Love         | 14 | 95 | 1  | 3  | 1  |
| 1995 |  | „Pour que tu m'aimes encore”                       | D'eux                         | -  | -  | 7  | 1  | -  |
| 1995 |  | „Je sais pas”                                      | D'eux                         | -  | -  | -  | 1  | -  |
| 1996 |  | „Because You Loved Me”                             | Falling into You              | 1  | 1  | 5  | 19 | 1  |
| 1997 |  | „My Heart Will Go On”                              | Let's Talk About Love         | 14 | 1  | 1  | 1  | 1  |
| 1998 |  | „I'm Your Angel”                                   | These Are Special Times       | 37 | 1  | 3  | 97 | 31 |
| 2000 |  | „I Want You to Need Me”                            | All the Way… A Decade of Song | 1  | -  | -  | -  | -  |
| 2001 |  | „Sous le vent”                                     | Seul                          | 14 | -  | -  | 1  | -  |
| 2003 |  | „I Drove All Night”                                | One Heart                     | 1  | 45 | 27 | 22 | 22 |
| 2007 |  | „Et s'il n'en restait qu'une (je serais celle-là)” | D'elles                       | -  | -  | -  | 1  | -  |
|      |  |                                                    | Hituri #1                     | 4  | 4  | 2  | 5  | 4  |

| Premii                   | Premii                                            | Premii         |
| ------------------------ | ------------------------------------------------- | -------------- |
| Predecesor: Johnny Logan | Câștigător al Concursului muzical Eurovision 1988 | Succesor: Riva |